# Холмовка (Татарстан)
Холмовка — упразднённый посёлок посёлок в Азнакаевском районе Татарстана России.
Входил в состав Агерзинского сельсовета. Сейчас на месте Холмовки находится садоводческое товарищество «Дорожник», сохранилось лишь кладбище.

## География
Посёлок находился у истока реки Маняус, в 10 км к западу от райцентра Азнакаево.

## История
Деревня основана вскоре после 1858 года, называлась также Александровка, была единственной русской деревней Азнакаевской волости Бугульминского уезда Самарской губернии.
В 1920 году вошла в состав Татарской АССР вместе с уездом, преобразованным в кантон.
На карте 1989 года обозначена как населённый пункт, имеющий около 10 жителей.
В 2005 году населённый пункт был упразднён в связи с выездом жителей.

## Население
В 1889 году в бывшей владельческой деревне имелось 14 дворов, 65 жителей, имение А. Т. Герасимовой, 155 десятин надельной земли (почти вся — удобная).
По переписи 1897 года — 15 дворов и 105 жителей (50 мужчин и 55 женщин).
В 1910 году показана земская школа, в деревне в то время было 16 дворов и 142 жителя (67 мужчин, 75 женщин).

## Инфраструктура
Было личное подсобное хозяйство.

## Транспорт
Автодорога 16К-0077